# Python (genre)
Pour les articles homonymes, voir Python.
Genre
Python est un genre de serpents de la famille des Pythonidae. 

## Répartition
Les 10 espèces de ce genre se rencontrent en Afrique, en Asie et également en Océanie.

## Description
Ce sont des serpents constricteurs ovipares. La taille des pythons peut varier de 50 cm à 10 m.

## Liste d'espèces
Selon The Reptile Database (24 avril 2014) :
- Python anchietae Bocage, 1887 - Python d'Angola
- Python bivittatus Kuhl, 1820 - Python birman
- Python breitensteini Steindachner, 1881
- Python brongersmai Stull, 1938
- Python curtus (Schlegel, 1872) - Python malais ou Python sanguin
- Python kyaiktiyo Zug, Gotte & Jacobs, 2011
- Python molurus (Linnaeus, 1758) - Python molure ou Python indien ou Python tigre
- Python natalensis Smith, 1840
- Python regius (Shaw, 1802) - Python royal ou Python boule
- Python sebae (Gmelin, 1789) - Python de Seba

## Taxinomie
Les espèces Python reticulatus et Python timoriensis sont maintenant classées dans le genre Malayopython à la suite d'analyses génétiques.

## Publication originale
- Daudin, 1803 : Histoire Naturelle, Générale et Particulière des Reptiles; ouvrage faisant suite à l'Histoire naturelle générale et particulière, composée par Leclerc de Buffon; et rédigee par C.S. Sonnini, membre de plusieurs sociétés savantes, vol. 5, F. Dufart, Paris, p. 1-365 (texte intégral).

## Importance culturelle
Dans la mythologie des Igbos, le python est l'animal message de la déesse Ala.